# چومولاری کانگ
چومولاری کانگ (به لاتین: Chomolhari Kang) یک کوه در مرز بوتان و چین است. چومولاری کانگ ۷٬۰۴۶ متر بالاتر از سطح دریا واقع شده‌است.